# RONOG
RONOG (Romanian Network Operators Group) este un grup de lucru al operatorilor de rețele de comunicații electronice din România.

Începând cu anul 2014, comunitatea operatorilor de rețele organizează conferințe anuale la care participă toate entitățile interesate.

## Istoric
În anul 2014, pe data de 29 octombrie, la inițiativa Asociației Interlan și cu sprijinul organizațiilor Euro-IX, RIPE NCC și Internet Society, a fost organizată prima întâlnire a operatorilor de rețele din România, punându-se astfel bazele primei platforme de comunicare din domeniul IT&C orientată pe schimbul de idei, experiențe și opinii, pe dezbaterea noilor tehnologii și trenduri în domeniu, dar și pe aspectele tehnice care pot influența internetul în România, astfel că în anul următor la aceeași dată a fost organizată cea de-a doua ediție. În anul 2016 evenimentul ajuns la cea de-a treia ediție a fost organizat în colaborare cu Internet Society, care a avut o secțiune specială denumită Internet ON.

## Evenimentele RONOG

### RONOG 1
Prima ediție a RONOG a avut loc în data de 29 octombrie 2014 la hotelul  Novotel din București, având un număr de 141 participanți din 19 țări aflate pe 4 continente: Europa, Asia, Africa și America de Nord.
Structura participanților:
| Țară                       | Participanți |
| -------------------------- | ------------ |
| Armenia                    | 2            |
| Austria                    | 1            |
| Belgia                     | 1            |
| Bulgaria                   | 5            |
| Canada                     | 1            |
| Cehia                      | 2            |
| Finlanda                   | 1            |
| Franța                     | 1            |
| Germania                   | 1            |
| Hong Kong                  | 1            |
| Israel                     | 1            |
| Italia                     | 1            |
| Japonia                    | 2            |
| Marea Britanie             | 5            |
| Olanda                     | 3            |
| România                    | 108          |
| Statele Unite ale Americii | 3            |
| Suedia                     | 1            |
| Tunisia                    | 1            |

Structura panelurilor:

#### Introductions
Moderator: Eric Băleanu (Asociația Interlan)
Panelul introductiv a fost marcat de prezența vorbitorilor din partea autorităților de profil - Florin Dragomir de la Autoritatea Națională pentru Administrare și Reglementare în Comunicații (ANCOM) și Varujan Pambuccian, membru al Comisiei pentru Tehnologia Informației și Comunicațiilor din cadrul Camerei Deputaților, precum și al altor asociații din domeniu - Mihai Bâtrîneanu de la Asociația Națională a Internet Service Providerilor din România (ANISP) și Cornel Bărbuț de la Asociația de Fibră Optică din România (AFOR). Varujan Pambuccian a apreciat că RONOG este probabil singura șansă ca societățile noastre să nu ajungă sa fie extrem de polarizate și să intre într-un colaps. Polarizarea este un aspect mai neplăcut al tehnologiei, fiind pentru prima dată în istoria omenirii când tehnologia generează mai mult șomaj decât locuri de muncă, a declarat deputatul, care este membru de onoare al Asociației Interlan. Pe de altă parte micii furnizori au reclamat pasivitatea autorităților atunci când este vorba de problemele cu care se confruntă aceștia.
Vorbitori:
- Florin Dragomir (Autoritatea Națională pentru Administrare și Reglementare în Comunicații - ANCOM) - Quality and Security for Romanian Communication Networks[15]
- Varujan Pambuccian (Comisia pentru Tehnologia Informației și Comunicațiilor - Camera Deputaților)
- Mihai Bătrîneanu (Asociația Națională a Internet Service Providerilor din România - ANISP)
- Cornel Bărbuț - (Asociația de Fibră Optică din România - AFOR) - Current issues and opportunities in Romanian telecom market for small operators[16]

#### IXP Session
Moderator: Aleksi Suhonen (The Tampere Region Exchange - TREX)
Prezentările au tratat subiectul interconectărilor și al Internet Exchange-urilor, prezentându-se beneficiile menținerii traficului local - local: Keeping local trafic local. Bijal Sanghani de la Euro-IX a deschis sesiunea cu prezentarea scenei mondiale a punctelor de interconectare Internet Exchange iar Emile Aben de la RIPE Network Coordination Centre a prezentat o serie de măsurători și statistici. Maarit Palovirta de la Internet Society a vorbit despre rolul creșterii conținutului local in cadrul economiei internetului iar reprezentanții celor două platforme naționale de interconectare InterLAN Internet Exchange și Romanian Network for Internet Exchange (RoNIX) au vorbit despre provocările cu care aceștia se confruntă în extinderea punctelor de prezență, atragerea operatorilor prezenți pe piață și creșterea capacităților de interconectare.
Vorbitori:
- Bijal Sanghani (European Internet Exchange Association - Euro-IX) - IXP Scene Around the World[18]
- Emile Aben (RIPE Network Coordination Centre) - Internet Measurements and Statistics[19]
- Maarit Palovirta (Internet Society - ISOC) - Boosting Local Content and the Internet Economy[20]
- Cristian Copcea (InterLAN Internet Exchange) - Short Note about the Host[21]
- Radu Ghidiceanu (Romanian Network for Internet Exchange - RoNIX) - Growing up issues[22]

#### Network Operators Session
Moderator: Martin Levy (Cloudflare)
Prezentările și discuțiile au abordat perspective și provocări cu care se confruntă operatorii de telecomunicații din România, probleme tehnice si upgrade-uri ale sistemelor și echipamentelor, securitatea informațiilor, beneficiile pe care le oferă conectarea operatorilor la nodurile de schimb de trafic Internet Exchange, implementări IPv6, soluții de colocare în centre de date..
Vorbitori:
- Dragoș Enescu (2K Telecom) - Mobile Broadband, the Most Effective Solution for Romanian White Areas[24]
- Levente Csenteri (Combridge) - Wavelength on Demand? – Innovation in capacity business[25]
- Silviu Sîrbu (Voxility) - Large Scale DDoS Attacks – How to Protect Against Them?
- Sorin Andone (NXDATA)[26] - Data Centre Classification

#### Equipment Vendors Session
Moderator: Harald Michl (Vienna Internet Exchange - VIX)
Au fost prezentate soluții inovative pentru anii viitori, cum ar fi a doua generație de soluții 100G sau dezvoltarea soluțiilor tehnologice 400G. Prezentările au inclus soluții de monitorizare și control la distanță, interfețe de transfer de date de ultimă generație, soluții de stocare a datelor și tehnologii PON de ultimă generație.
Vorbitori:
- Radu Basca (Intelliware Solutions Company) - Wireless Monitoring and Control Solutions for Telecom Industry[28]
- Greg Hankins (Alcatel-Lucent) - 25G-400G Technologies[29]
- Mihai Săftoiu - (TIER Datacenter) - Reduced Costs & Better ROI by using the Right Equipment[30][31]
- Cosmin Vrânceanu (StartBit) - GPON Technology Applications[32]

#### CDNProviders Session
Moderator: Cristian Copcea (Asociația Interlan)
Prezentările din sfera distribuției de conținut au conținut un studiu de caz care propune o platformă interactivă ca soluție de business, punând accent pe necesitatea operatorilor de a înțelege nevoile clienților. În a doua parte au fost prezentate soluții de protecție a datelor și servicii de asigurare a copiilor de siguranță a bazelor de date.
Vorbitori:
- Petru Fuiorea (Romania Online Network - ROL.ro) - Customer Own Content Development & Application Tools as Added Value for Retention[34]
- Sebastian Petrescu (FireWays) -  Continuous Data Protection and Backup-as-a-Service[35]

#### Security Session
Moderator: Sebastian Petrescu (FireWays)
Acest panel s-a axat pe discuții legate de securitatea rețelelor informatice. Silviu Sofronie de la BitDefender a vorbit despre comportamentul botnet și metode de securitate și detecție, în timp ce Dan Tofan de la CERT-RO a vorbit despre situația securității din spațiul cibernetic românesc în anul 2014.
Vorbitori:
- Silviu Sofronie (BitDefender) - Botnet behavior and detection methods[37]
- Dan Tofan (CERT-RO) - State of Cyber Security in Romania[38]
- Costin Pecingină (AV Security Software) - Current Threats Analyzed by G Data Security Labs[39]

#### Eveniment Social
În seara zilei de 28 octombrie 2014 a fost organizat un eveniment social la clubul Modjo din Centrul istoric al Bucureștiului.

### RONOG 2
A doua ediție a RONOG a avut loc în data de 29 octombrie 2015 la hotelul Novotel din București, având un număr de 147 participanți din 11 țări din Europa, Asia și America de Nord.
Structura participanților:
| Țară                       | Participanți |
| -------------------------- | ------------ |
| Bulgaria                   | 2            |
| Cehia                      | 2            |
| Franța                     | 1            |
| Grecia                     | 1            |
| Hong Kong                  | 1            |
| Italia                     | 1            |
| Marea Britanie             | 2            |
| Olanda                     | 2            |
| Polonia                    | 1            |
| România                    | 131          |
| Statele Unite ale Americii | 3            |

Structura panelurilor:

#### Introductions
Au luat cuvântul gazdele și sponsorul principal al evenimentului, urmate de o prezentare de la ANCOM a platformei de măsurare a calității serviciului de acces la internet. Următoarele discursuri au vizat modificările legislative privind blocarea platformelor online de jocuri de noroc neautorizate și locul României în lume în privința raportului performanță / preț în comunicații.
Vorbitori:
- Eric Băleanu (Asociația Interlan) - InterLAN and the Operators Community[49]
- Rafal Szewczyk (Infoblox)
- Eduard Lovin (ANCOM) – Netograf.ro – calitatea serviciului de internet[50]
- Sebastian Ionescu (Oficiul Național pentru Jocuri de Noroc - ONJN)[51][52][53]
- Varujan Pambuccian (CTIC - Camera Deputaților)[54][55].

#### Security Session
În panelul de securitate au fost prezentate soluții de securizare a datelor și a transmisiei acestora și s-a discutat despre modelul de cooperare dintre Centrul de Răspuns la Incidente de Securitate Cibernetică CERT-RO și furnizorii de servicii de acces la internet.
Vorbitori:
- Sabin Potîrcă & Alexandru Bălan (BitDefender) – Bitdefender Serenity Technology[56]
- Cătălin Pătrașcu (CERT-RO) – CERT cooperation with ISP’s on Cybersecurity[57]
- Dan Gârlașu (Oracle) – Cyber Security Trends[58]
- Adam Obszynski (Infoblox) – DNS Security with AntiDDoS and AntiMalware for YOUR subscribers[59]

#### Network & Operators Session
În sesiunea dedicată operatorilor de rețele a fost prezentată soluția DNSSEC de la Cloudflare, situația adreselor IPv4 în conextul epuizării la nivel mondial și s-a discutat despre provocările legate de dezvoltarea noilor infrastructuri.
Vorbitori:
- Martin Levy (CloudFlare) – A review of CloudFlare DNSSEC Development and Deployment[60]
- Nathalie Trenaman (RIPE NCC) – Latest news about IPv4 & IPv6[61]
- Petru Fuiorea (Telekom Romania) – On infrastructure – nowadays challenges[62]

#### Equipment Vendors Session
În sesiunea furnizorilor de echipamente au fost prezentate soluții Smart City de la ZTE, noi implementări în tehnologiile de fabricație a conductelor pentru cabluri subterane, platforme de testare a rețelelor de date și soluții deschise de rutare pentru rețele de mici dimensiuni.
Vorbitori:
- Lorian Vintilă (ZTE Romania) – ZTE Smart City Solution[63]
- Dr. Hans-Werner Wilk (Emtelle) – New developments in Duct Solutions and Cable Deployment Techniques[64]
- Nick Cole (AFL Telecommunications) – Network Testing should Drive Value[65]
- Martin Strbačka (CZ.NIC) – Open router for small networks[66]

#### Eveniment Social
În seara zilei de 29 octombrie a avut loc evenimentul social InterLAN – 10 Years of Peering! la clubul Maraboo din Centrul istoric al Bucureștiului.

### RONOG 3
A treia ediție a RONOG a avut loc în data de 12 octombrie 2016la hotelul Novotel din București, având un număr de 149 participanți din 13 țări din Europa, Asia și America de Nord. Evenimentul a fost inclus în Luna Securității Cibernetice (ECSM), lansată oficial pe data de 30 septembrie 2016 de Agenția Europeană pentru Securitatea Rețelelor Informatice și a Datelor (ENISA) și Comisia Europeană DG Connect, CERT-RO fiind coordonatorul național al campaniei ECSM în România.
Structura participanților:
| Țară                       | Participanți |
| -------------------------- | ------------ |
| Bulgaria                   | 3            |
| Cehia                      | 1            |
| China                      | 1            |
| Liban                      | 1            |
| Marea Britanie             | 1            |
| Olanda                     | 3            |
| Polonia                    | 4            |
| Papua Noua Guinee          | 1            |
| Republica Moldova          | 2            |
| România                    | 127          |
| Slovenia                   | 1            |
| Spania                     | 1            |
| Statele Unite ale Americii | 3            |

Structura panelurilor:

#### Introduction
Moderator: Cristian Copcea (Vicepreședinte, Asociația Interlan)
Sesiunea introductivă a fost deschisă de gazda evenimentului, urmată de o serie de date statistice de la ANCOM privind furnizorii de servicii de acces la internet, care au relevat faptul că România ocupă un loc fruntaș în lume în privința calității serviciului de acces la internet și a vitezelor oferite, comparativ cu celelalte țări. Varujan Pambuccian a vorbit despre domeniile de activitate ale viitorului  iar reprezentantul Ministerului Comunicațiilor și Societății Informaționale despre rețelele de generație următoare.
Vorbitori:
- Cristian Copcea (Asociația Interlan) - InterLAN & the Operators Community[77]
- Florin Dragomir (ANCOM)[78] - Electronic Communication Networks : ISP data and statistics 2016[79]
- Varujan Pambuccian (CTIC - Camera Deputaților) - Internet of Things[80]
- Romulus Dumitriu (Ministerul Comunicațiilor și Societății Informaționale - MCSI) - Strategia Digitală 2020, Rețelele de Generație Următoare (NGN)

#### Plenary Session
Moderator: Jan Žorž (Operational and Engagement Programme Manager, Internet Society)
Sesiunea plenară a conținut prezentări despre pericolele care se ascund în conexiunile online, un studiu privind starea internetului în România, o viziune inedită asupra dezvoltării IPv6 de la IP Broker și o prezentare a standardelor din cadrul legislativ care pot crește soluțiile de business.
Vorbitori:
- Adam Obszynski (Infoblox) - Infoblox DNS Threat Insight & DNS Firewall. Time to control DNS – for You, for Your subscribers and Your users![83]
- Akshay Agarwal (Tata Communications) - DDOS Attacks & Collateral Damage - What Can we do to avoid it?[84]
- Mihnea Costin Grigore (RIPE NCC) - The State of the (Romanian) Internet, Interpreting RIPE NCC Data and Measurements[85]
- Ciprian Nica (IP Broker) - De ce a dat chix IPv6? După 4 ani de la "epuizarea" IPv4[86]
- Cornel Bărbuț (AFOR) - Cum putem crește în business cu ajutorul standardelor și cadrului legislativ?[87]

#### Internet ON - Session 1
Sesiunile Internet ON au fost organizate în colaborare cu Internet Society. În prima sesiune s-a prezentat activitatea organizației Internet Society și programul Deploy360, apoi s-a discutat despre implementarea DNSSEC și soluții de certificare open source.
Vorbitori:
- Kevin Meynell (Internet Society) - Introduction to Internet Society (ISOC) and Deploy360[90]
- Dan York (Internet Society) - Deploying DNSSEC[91]
- Cătălin Leancă (ICI-ROTLD) - DNSSEC Case Study[92]
- Jan Žorž (Internet Society) - Let's Encrypt & DANE[93]

#### Internet ON - Session 2
În a doua parte a secțiunii Internet ON s-a abordat problematica IPv6 și s-a discutat despre ce se întâmplă la conferința mondială IETF. Tot în cadrul acestei sesiuni a avut loc o discuție la care au participat operatori din România în care s-au împărtășit experiențe legate de implementarea IPv6 în rețelele proprii.
Vorbitori:
- Kevin Meynell (Internet Society) - Mind Your MANRS & the Routing Resilience Manifesto[95]
- Alvaro Vives (RIPE NCC) - Update on Why and How of IPv6 Deployment[96][97]
- Jan Žorž (Internet Society) - Panel Discussion: IPv6 Succes Stories
- Kevin Meynell (Internet Society) - What's Happening at the IETF? Internet Standards and How to Get Involved[98]
- Kevin Meynell (Internet Society) - Wrap-up

#### Eveniment Social
În seara zilei de 12 octombrie a avut loc un eveniment social la clubul Beluga.

#### RIPE Training Days
În zilele de 13 și 14 octombrie au fost organizate cursuri RIPE NCC. Structura acestora a fost următoarea:
- 13 octombrie 2016: RIPE Database Training Course[101]
- 14 octombrie 2016: Basic IPv6 Training Course[102]

### RONOG 4
A patra ediție a RONOG va avea loc în data de 31 octombrie 2017 la hotelul Radisson Blu din București.